# Palacongressi di Rimini
Il Palacongressi di Rimini è la più grande opera congressuale costruita ex novo in Italia, riconosciuta tra le più imponenti d'Europa. È progettata e realizzata all'insegna del rispetto dell'ambiente, dell'innovazione tecnologica e della flessibilità d'utilizzo. Situata a pochi minuti dal centro della città, in via della Fiera 23, è collocata all'interno di un parco che attraverso piste ciclabili e pedonali conduce al centro storico e alla zona mare della città. I suoi spazi possono accogliere eventi congressuali di ogni dimensione e tipologia: dalle convention aziendali ai simposi medico-scientifici, dai raduni religiosi agli incontri associativi, culturali e sportivi.

## Storia del settore congressuale riminese
Lo sviluppo del settore congressuale a Rimini prende il via a metà degli anni settanta. Di quel periodo, Rimini grazie alla grande ricettività era la capitale indiscussa del turismo balneare, sono i primi meeting di portata nazionale e internazionale. Ma i congressi erano ancora episodi sporadici. La maggior parte degli alberghi erano infatti aperti solo in estate. Negli anni ottanta si aprì, invece, la stagione dei grandi congressi politici, ospitati presso i padiglioni del vecchio quartiere fieristico. Oltre alla grande visibilità, tali eventi rappresentavano anche un'occasione per ampliare la stagione balneare e offrire nuove opportunità a un turismo tradizionale che mostrava i primi segnali di crisi. Il congressuale acquista così importanza e incomincia a non essere più semplice surrogato del turismo balneare. Ma solo negli anni novanta si diffonde la consapevolezza che la proattività degli operatori coinvolti nel mondo dei congressi, doveva essere inserita in un progetto organico e l'intera filiera organizzata e messa a sistema. La nascita di Convention Bureau della Riviera di Rimini nel 1994, oggi Event & Conference Business Unit di Rimini Fiera spa, insieme a investimenti come la costruzione del nuovo Palacongressi a Rimini, dimostrano che il territorio ha deciso di credere nel futuro congressuale della città.

## Storia del progetto
Il Palacongressi di Rimini, inaugurato nel 2011, è stato progettato dall'architetto Volkwin Marg dello Studio GMP di Amburgo, già autore del Quartiere Fieristico di Rimini è considerato tra le 15 maggiori "firme" dell'architettura contemporanea mondiale. Alla progettazione hanno collaborato lo Studio Favero e Milan per le strutture, lo Studio TI per gli impianti, lo Studio Inteso per gli impianti elettrici e congressuali e lo Studio Land per la realizzazione dell'area verde circostante. Il Palacongressi sorge su un'area di 38.000 m², la stessa che fino al 2001 è stata sede del vecchio quartiere fieristico. Il piano di realizzazione della struttura ha previsto anche l'ampliamento del parco cittadino, dove i percorsi ciclabili e l'antico tracciato del torrente Ausa si inseriscono in una grande area verde ricca di tigli circondati da arbusti sempreverdi mediterranei, che porta dal Palacongressi al centro storico e alla marina di Rimini. Il forte legame con la città è sancito dalla scelta dei nomi delle sale che fanno parte del Palacongressi, che richiamano monumenti storici, ma anche luoghi con un riferimento all'incontro, al dialogo, all'accoglienza: piazza Cavour, Castel Sismondo, Tempio Malatestiano, Antico Anfiteatro, palazzo dell'Arengo, fontana della Pigna, ponte di Tiberio.

## Proprietà e gestione
La fase di realizzazione della struttura è stata gestita dalla Società Palazzo dei Congressi S.p.A. di Rimini (costituita nel 2005 dall’allora Rimini Fiera S.p.A. mediante conferimento del proprio ramo d’azienda congressuale), presieduta da Lorenzo Cagnoni e controllata da Camera di Commercio, Provincia e Comune di Rimini. Nel corso del 2007 Rimini Fiera S.p.A. (oggi Italian Exhibition Group S.p.A.), a seguito dell’aumento di capitale e del conseguente ingresso di nuovi soci, ha perso il controllo della Società Palazzo dei Congressi S.p.A. riducendo la sua quota di proprietà al 35,34%. Successivamente, in conseguenza degli ulteriori aumenti di capitale sociale sottoscritti dagli altri soci, la quota di Italian Exhibition Group S.p.A. si è ridotta all’attuale 18,38%. La Società Palazzo dei Congressi S.p.A. resta proprietaria dell'immobile e la gestione è affidata a Convention Bureau della Riviera di Rimini - Event & Conference Business Unit di Italian Exhibition Group S.p.A. Convention Bureau opera nella meeting industry dal 1994 promuovendo il territorio della Provincia di Rimini quale destinazione congressuale in ambito nazionale e internazionale. I servizi forniti guidano il cliente in ogni fase di organizzazione dell'evento, dalla candidatura alla sua chiusura, nell'ambito di un percorso di assistenza e consulenza gratuito. Tra le attività principali si contano inoltre la selezione e verifica della disponibilità delle strutture congressuali e alberghiere, il controllo della qualità dell'offerta, l'organizzazione di educational e sopralluoghi, la formulazione di preventivi e offerte speciali, la sinergia con le professionalità locali. 

## Caratteristiche della struttura

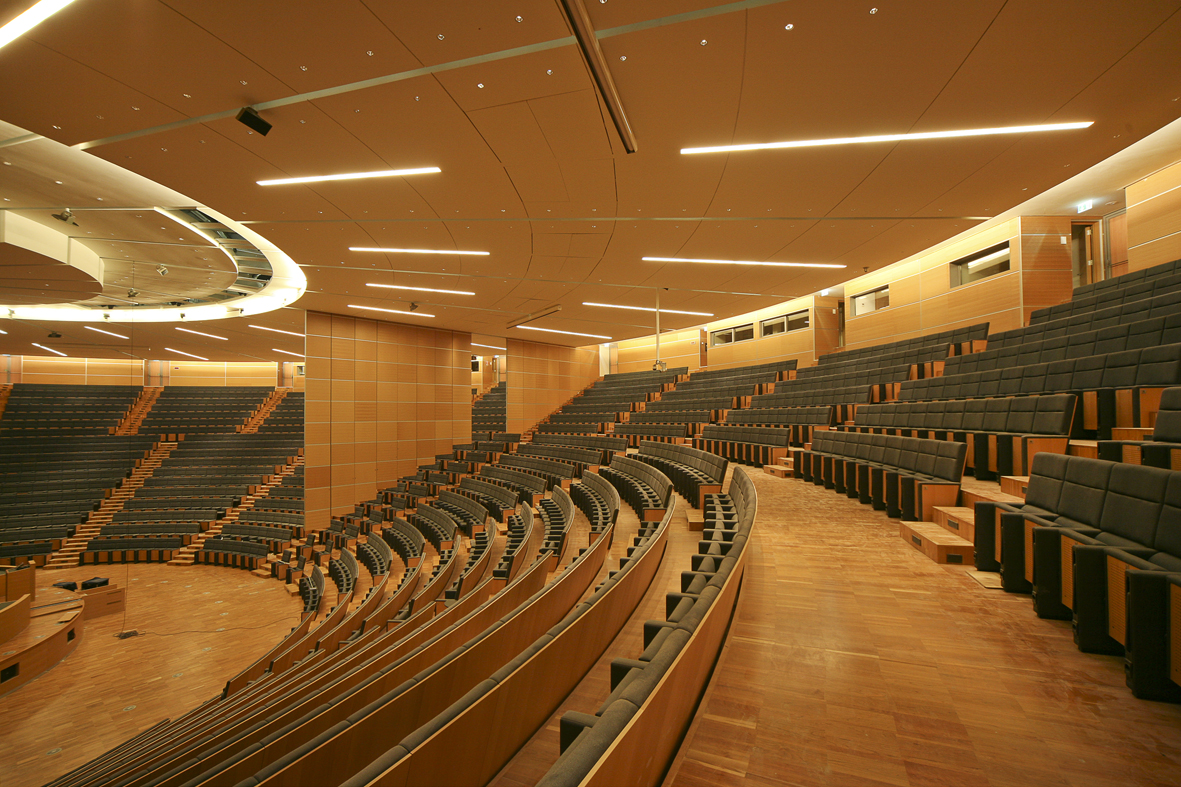
Palacongressi di Rimini, Sala dell'Anfiteatro

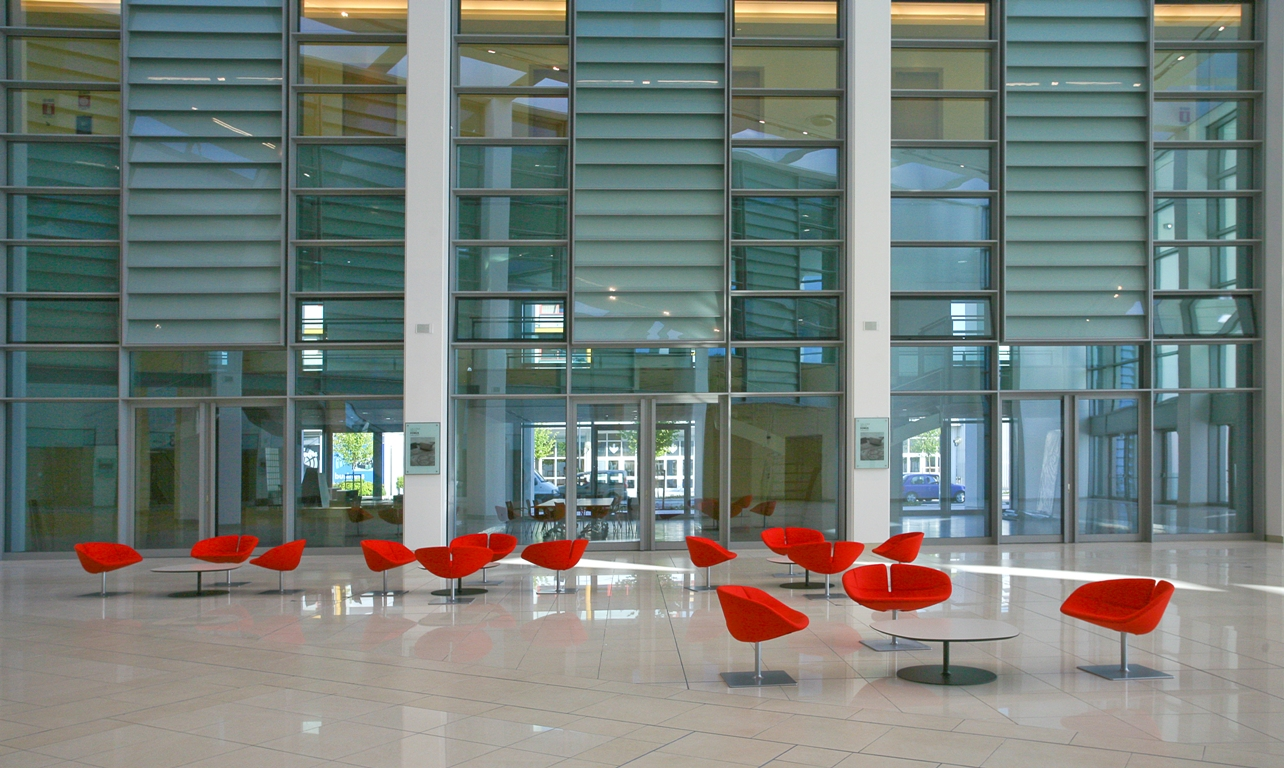
Palacongressi di Rimini, arredi

Flessibilità d'utilizzo con possibilità di ospitare numerosi eventi in contemporanea, modularità degli spazi congressuali ed espositivi, ottima dotazione di parcheggi interrati, forte attenzione per l'ambiente: sono queste le peculiarità principali del Palacongressi di Rimini. La struttura propone due corpi principali collegati da un importante sistema di foyer con relativi servizi e da tre ingressi. Le aree calpestabili sono di circa 29.000 m².

### Le sale
Il primo corpo, che ospita l'ingresso sotto la conchiglia dell'Anfiteatro, è composto da due piani, dall'altezza massima di 23 m. Al piano terra si trova il grande foyer d'ingresso (circa 4.000 m²), rivolto in direzione mare, nel quale è possibile anche organizzare eventi in totale autonomia rispetto al resto della struttura. Al primo piano (a quota 7,35 m) c'è la grande conchiglia-anfiteatro da 1.540 posti con sedute fisse di Poltrona Frau, suddivisibile in due sale. Il secondo corpo, alle spalle del primo, è collegato ed integrato tramite il foyer; contiene la sala principale (4.754 m², 4.700 posti disponibili), a sua volta suddivisibile (attraverso pareti mobili e isolate acusticamente) fino a sei sale autonome, dove è possibile allestire configurazioni e dimensioni variabili adatte ad ospitare congressi, spettacoli, aree ristorazione e spazi espositivi. L'illuminazione naturale della sala è garantita da lucernari vetrati a forma piramidale. L'altezza esterna della sala principale è di 17 m, quella interna di 12 m. Sempre al piano terra, altre sale modulari da 260 a 580 e tre breakout rooms. Al primo piano altre sale di diverse dimensioni, da 22 a 282 posti, per oltre 1.500 sedute complessive. Inoltre, spazi destinati a servizi, uffici e ristorazione. Dunque, una disponibilità massima di 39 sale e 9.000 sedute.

### Luce naturale e arredi Italian style
Il dato estetico di maggior pregio dell'opera è la luce naturale che illumina sia le aree comuni che le sale. L'elevata qualità abitativa degli interni si realizza attraverso l'utilizzo di materiali naturali (legno, pietra e vetro), la scelta di arredi Italian style (Poltrona Frau, Thonet e Moroso) e soluzioni architettoniche.

### Aree ristorazione, spazi espositivi e parcheggi
Il Palacongressi di Rimini prevede spazi per l'allestimento di aree espositive che possono arrivare fino a 11.000 m². Nella struttura sono presenti anche gli uffici di Convention Bureau della Riviera di Rimini - Event & Conference Business Unit di Rimini Fiera spa. Ogni luogo risulta attrezzabile per occasioni di ristoro grazie alla capillare dislocazione di aree cucina, impianti di servizio e office di appoggio.
Attualmente la dotazione di parcheggi è di 500 posti auto distribuiti su due piani interrati al di sotto della struttura.
Altri 400 posti auto si trovano nell'area limitrofa. È disponibile anche un terminal per 10 bus oltre a spazi di sosta temporanea. È predisposto un capolinea delle linee di autobus dell'azienda pubblica di trasporti.

## Palacongressi eco-sostenibile

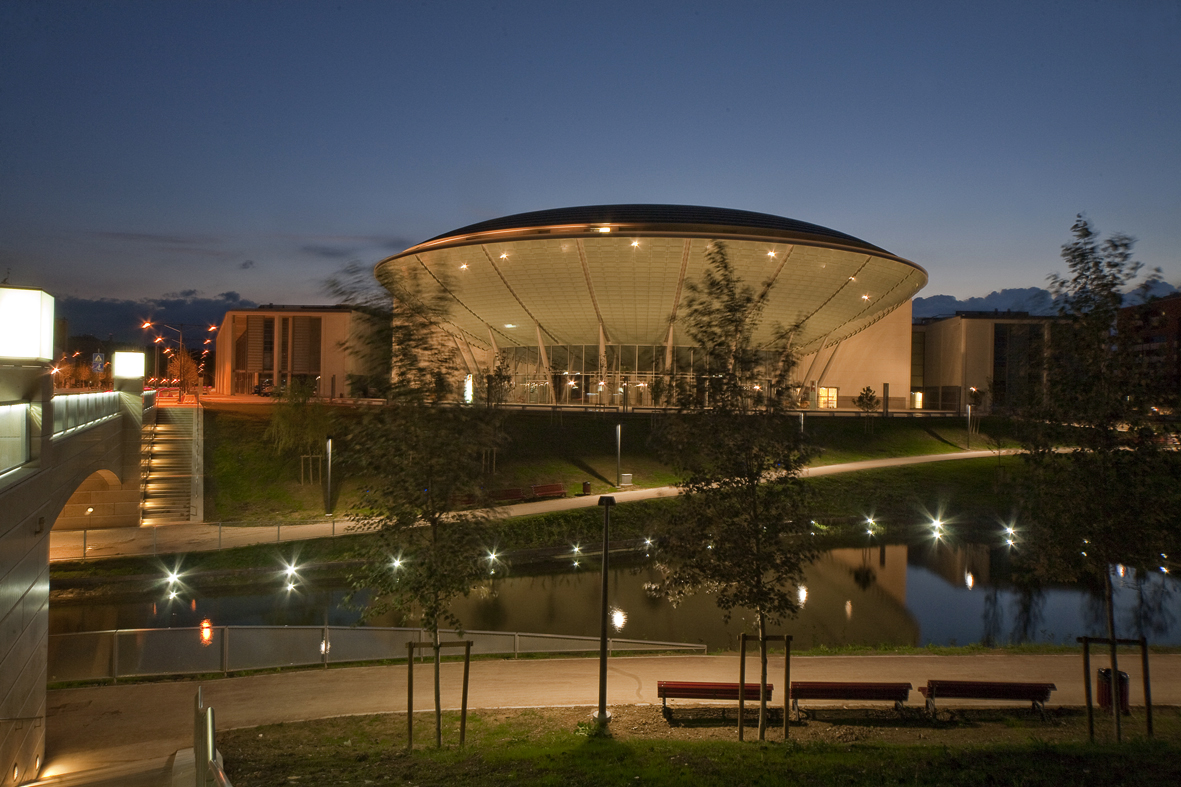
Palacongressi di Rimini, parco

La progettazione dell'edificio e degli impianti ha mirato alla realizzazione di una costruzione dagli avanzati caratteri eco-sostenibili con una forte attenzione per il risparmio energetico e la qualità ambientale.
Le scelte progettuali hanno determinato gli indirizzi nella selezione di materiali eco-compatibili, nel controllo dell'irraggiamento solare, nel particolare dosaggio di luce naturale negli spazi interni, nell'attenta gestione della risorsa idrica e dei combustibili, nell'utilizzo di energie rinnovabili, nelle ridotte emissioni di CO2. Tutto ciò mediante l'adozione di tecniche costruttive/funzionali tipiche dell'edilizia eco-sostenibile ed eco-compatibile, ottenendo in questo modo una gestione della struttura orientata a una politica di rispetto ambientale nei consumi interni, nella raccolta dei rifiuti, nella mobilità da e verso il Palacongressi.

## Curiosità

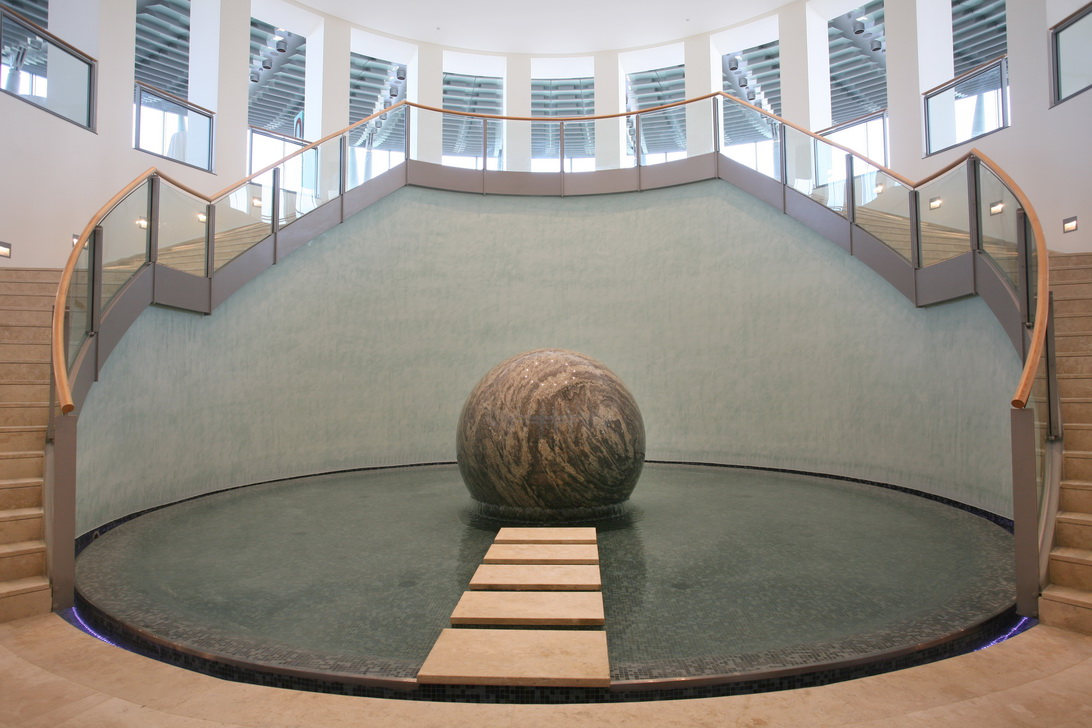
Palacongressi di Rimini, La perla

All'interno dell'ingresso principale è stata posizionata una grande perla in granito ‘royal white’ che richiama la spettacolare conchiglia che sovrasta l'ingresso e che ospita la sala Anfiteatro. La sua particolarità si trova nel meccanismo di funzionamento: la perla utilizza infatti cuscinetti ad acqua che permettono la sua rotazione su di un basamento con semplice e leggera pressione della mano. Pesa 16 tonnellate (20 tonnellate compreso il basamento) ed ha un diametro di 205 cm.
È la più grande in Europa ed è stata realizzata dall'azienda tedesca (DE)  Kusser di Passau.
La perla riminese supera le dimensioni di quella che finora era la più grande (200 cm di diametro) d'Europa e che era
posizionata davanti al centro stampa dei mondiali di calcio 2006 in Germania.
Realizzarla più grande è stato possibile grazie alla disponibilità, a Carrara, di un blocco parallelepipedo in granito che attraverso un lungo ed accurato processo di lavorazione, con calibratura eseguita tramite macchine a controllo numerico, ha consentito in due mesi di realizzare la sfera posizionata al Palacongressi.

## Tecnologie

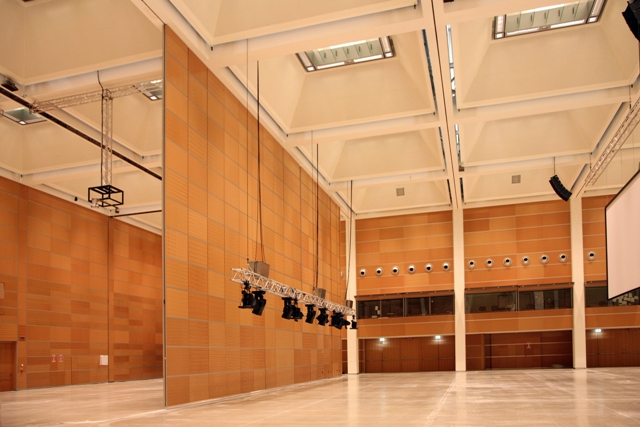
Palacongressi di Rimini, tecnologie

Il Palacongressi di Rimini è un condensato di tecnologie, in particolare quelle congressuali, così da soddisfare ogni richiesta da parte di un mercato esigente e orientato all'utilizzo degli strumenti più moderni e aggiornati. La regia generale delle tecnologie congressuali permette di collegare fra di loro tutte le regie di sala, ma anche a contributi provenienti dall'esterno con linee dedicate (ADSL, ISDN, fibra ottica, satellite).
Le traduzioni simultanee sono gestite da un impianto a 12 canali, il sistema di comunicazione video è presente in tutti gli spazi comuni, garantendo la visione di immagini, filmati, riprese video in diretta, messaggi, spot pubblicitari, ecc. La regia consente anche di gestire l'impianto di videoconferenza per il collegamento con altri centri congressi e qualsiasi altra sorgente di segnale video. Il Palacongressi è dotato di una copertura totale in wi-fi con accesso alla rete internet ed un collegamento verso l'esterno, con una velocità di connessione di 100 Mbps. Il sistema prevede la possibilità di configurare reti virtuali interne gestibili dai singoli convegni e aprire anche canali di comunicazione diretta fra chi ascolta e il relatore di un convegno. Tutto ciò è possibile grazie a una potente rete dati su cablaggio strutturato che copre tutto il Palacongressi. Sulla stessa rete transitano anche le presentazioni dei relatori che, dal centro slide, vengono inviate al tavolo relatori di ogni sala ed infine ai videoproiettori ed agli schermi. La struttura è controllata da una rete di telecamere a circuito chiuso.

## Associazioni di riferimento
Il Palacongressi di Rimini è membro di (EN)  AIPC (Associazione Internazionale dei Palazzi dei Congressi).

## Accessibilità
Il Palacongressi dista 800 m dal centro storico, 4,5 km dall'Aeroporto internazionale di Rimini “Federico Fellini”, da sempre scalo di voli charter provenienti da altre destinazioni europee. L'aeroporto internazionale “Guglielmo Marconi” di Bologna si trova a circa 100 km d'autostrada da Rimini ed è raggiungibile in un'ora, anche mediante navette o vetture private. Assicura collegamenti giornalieri con le principali città italiane, europee e di tutto il mondo, servite dalle maggiori compagnie aeree internazionali. L'aeroporto di Ancona Falconara “R. Sanzio” dista circa 90 km. La struttura è a 1,5 km dalla stazione di Rimini, coperta da una rete ferroviaria che garantisce treni anche ad alta velocità (www.trenitalia.it) provenienti da tutta Italia. Il casello Rimini sud dell'autostrada A14 (Milano – Bari) si trova a 2,5 km e consente di raggiungere comodamente la A4 per Venezia e la A22 per il passo del Brennero, la A1 per Firenze, Roma e Napoli.